# Mistrzostwa Świata w Piłce Nożnej Kobiet 2023 (eliminacje strefy UEFA)/Grupa F
W Grupie F eliminacji do Mistrzostw Świata Kobiet 2023 brały udział następujące zespoły:
- Albania
- Armenia
- Belgia
- Kosowo
- Norwegia
- Polska

## Tabela
| Lp. | Drużyna  | M  | Mecze | Mecze | Mecze | Bramki | Bramki | Bramki | Pkt |
| Lp. | Drużyna  | M  | W     | R     | P     | +      | −      | +/−    | Pkt |
| --- | -------- | -- | ----- | ----- | ----- | ------ | ------ | ------ | --- |
| 1.  | Norwegia | 10 | 9     | 1     | 0     | 47     | 2      | +45    | 28  |
| 2.  | Belgia   | 10 | 7     | 1     | 2     | 56     | 7      | +49    | 22  |
| 3.  | Polska   | 10 | 6     | 2     | 2     | 28     | 9      | +19    | 20  |
| 4.  | Albania  | 10 | 3     | 1     | 6     | 14     | 30     | −16    | 10  |
| 5.  | Kosowo   | 10 | 2     | 1     | 7     | 8      | 35     | −27    | 7   |
| 6.  | Armenia  | 10 | 0     | 0     | 10    | 1      | 71     | −70    | 0   |

## Wyniki
| 16 września 2021 18:00 CEST | Norwegia · Bergsvand 10' · Graham Hansen 28' (k), 78', 90+4' · Sævik 38' · Karlseng Utland 47', 79', 87' · Blakstad 62' · Terland 90' | 10:0(3:0)Raport | Armenia | Ullevaal Stadion, Oslo Widzów: 1 229 Sędzia: Rasa Grigonė |
|                             | |                 |         |                                                           |

| 16 września 2021 19:00 CEST | Albania · Doci 43' (k) | 1:1(1:0)Raport | Kosowo · 72' Limani | Stadiumi Ruzhdi Bizhuta, Elbasan Widzów: 120 Sędzia: Elvira Nurmustafina |
|                             |                        |                |                     |                                                                          |

| 17 września 2021 19:00 CEST | Polska · Pajor 40' | 1:1(1:0)Raport | Belgia · 79' Cayman | Polsat Plus Arena, Gdańsk Widzów: 8 011 Sędzia: Iuliana Demetrescu |
|                             |                    |                |                     |                                                                    |

| 21 września 2021 17:30 CEST | Armenia | 0:1(0:1)Raport | Polska · 27' Zawistowska | Stadion Republikański im. Wazgena Sarkisjana, Erywań Widzów: 1 010 Sędzia: Catarina Campos |
|                             |         |                |                          |                                                                                            |

| 21 września 2021 19:00 CEST | Kosowo | 0:3(0:2)Raport | Norwegia · 12' (sam.) Avduli · 36' Blakstad · 56' Karlseng Utland | Stadion im. Fadila Vokrriego, Prisztina Widzów: 200 Sędzia: Reelika Turi |
|                             |        |                |                                                                   |                                                                          |

| 21 września 2021 20:30 CEST | Belgia · Cayman 6' · De Caigny 26', 50' · Blom 77', 79', 85' · Wullaert 81' | 7:0(2:0)Raport | Albania | Stadion Króla Baudouina I, Bruksela Widzów: 2 612 Sędzia: Désirée Grundbacher |
|                             |                                                                             |                |         |                                                                               |

| 21 października 2021 17:00 CEST | Albania · Doci 12', 44' · Hamidi 16', 62' · Lufo 90+1' | 5:0(3:0)Raport | Armenia | Arena Kombëtare, Tirana Widzów: 500 Sędzia: Maria Marotta |
|                                 |                                                        |                |         |                                                           |

| 21 października 2021 19:15 CEST | Polska | 0:0(0:0)Raport | Norwegia | Stadion Widzewa, Łódź Widzów: 2 660 Sędzia: Jana Adámková |
|                                 |        |                |          |                                                           |

| 21 października 2021 20:00 CEST | Belgia · Vanhaevermaet 3', 36' · Cayman 9' · Wullaert 16', 51', 69' · De Caigny 28' | 7:0(5:0)Raport | Kosowo | Stadion Den Dreef, Heverlee Widzów: 2 503 Sędzia: Jelena Kumer |
|                                 |                                                                                     |                |        |                                                                |

| 26 października 2021 16:00 CEST | Armenia | 0:1(0:0)Raport | Kosowo · 87' Syla | Stadion Republikański im. Wazgena Sarkisjana, Erywań Widzów: 200 Sędzia: Viola Raudziņa |
|                                 |         |                |                   |                                                                                         |

| 26 października 2021 19:00 CEST | Norwegia · Bergsvand 6' · Graham Hansen 30' · Terland 68' · Syrstad Engen 90+1' | 4:0(2:0)Raport | Belgia | Ullevaal Stadion, Oslo Widzów: 5 224 Sędzia: Rebecca Welch |
|                                 |                                                                                 |                |        |                                                            |

| 26 października 2021 19:45 CEST | Polska · Dudek 40' (k) · Mesjasz 89' | 2:0(1:0)Raport | Albania | Stadion Miejski, Tychy Widzów: 2 361 Sędzia: Simona Ghisletta |
|                                 |                                      |                |         |                                                               |

| 25 listopada 2021 16:00 CET | Kosowo · Syla 4' | 1:2(1:2)Raport | Polska · 17' Gec · 34' Wiankowska | Stadion im. Fadila Vokrriego, Prisztina Widzów: 300 Sędzia: Galiya Echeva |
|                             |                  |                |                                   |                                                                           |

| 25 listopada 2021 20:00 CET | Belgia · Eurlings 3', 30' · Wullaert 5', 34', 51', 90', 90+2' · Wijnants 8' · Tysiak 10', 24', 72' · De Caigny 17', 28', 33' · Vanhaevermaet 39' · Teulings 78', 90+4' · Cayman 81', 88' | 19:0(11:0)Raport | Armenia | Stadion Den Dreef, Heverlee Widzów: 1 602 Sędzia: Kirsty Dowle |
|                             | |                  |         |                                                                |

| 25 listopada 2021 20:10 CET | Albania | 0:7(0:1)Raport | Norwegia · 23', 77' Maanum · 60' Reiten · 62' Thorisdóttir · 72' Sævik · 81' Hasund · 84' Terland | Arena Kombëtare, Tirana Widzów: 1 000 Sędzia: Miriama Bočková |
|                             |         |                |                                                                                                   |                                                               |

| 30 listopada 2021 14:00 CET | Armenia | 0:10(0:3)Raport | Norwegia · 31', 34' Terland · 43', 56' Karlseng Utland · 47' Maanum · 51' Reiten · 59' Sønstevold · 63' Bergsvand · 69' Bizet Ildhusøy · 81' (k) Syrstad Engen | Stadion Akademii Piłkarskiej, Erywań Widzów: 180 Sędzia: Victoria Beyer |
|                             |         |                 | |                                                                         |

| 30 listopada 2021 16:00 CET | Kosowo · Biqkaj 45+3' | 1:3(1:2)Raport | Albania · 19' Maksuti · 45' Doçi · 83' Krasniqi | Stadion im. Fadila Vokrriego, Prisztina Widzów: 500 Sędzia: Lovisa Johansson |
|                             |                       |                |                                                 |                                                                              |

| 30 listopada 2021 20:30 CET | Belgia · De Caigny 15' · Eurlings 33' · Cayman 38' · Mesjasz 51' (sam.) | 4:0(3:0)Raport | Polska | Stadion Den Dreef, Heverlee Widzów: 2 847 Sędzia: Marta Huerta de Aza |
|                             |                                                                         |                |        |                                                                       |

| 7 kwietnia 2022 18:00 CEST | Norwegia · Hegerberg 21', 23', 60' · Maanum 31' · Ildhusøy 84' | 5:1(3:0)Raport | Kosowo · 55' Memeti | Sandefjord Arena, Sandefjord Widzów: 4 259 Sędzia: Tanja Subotič |
|                            |                                                                |                |                     |                                                                  |

| 7 kwietnia 2022 18:30 CEST | Albania | 0:5(0:3)Raport | Belgia · 37', 43' De Caigny · 39', 57' Wullaert · 79' Blom | Stadiumi Ruzhdi Bizhuta, Elbasan Widzów: 120 Sędzia: Eszter Urbán |
|                            |         |                |                                                            |                                                                   |

| 7 kwietnia 2022 20:15 CEST | Polska · Karczewska 4', 24', 27', 46', 51', 73' · Zawistowska 17', 58' · Grabowska 44' · Achcińska 45+2' · Buszewska 65' · Zapała 67' | 12:0(6:0)Raport | Armenia | Stadion Miejski, Gdynia Widzów: 1 478 Sędzia: Désirée Grundbacher |
|                            | |                 |         |                                                                   |

| 12 kwietnia 2022 12:30 CEST | Armenia | 0:4(0:3)Raport | Albania · 13' Doçi · 23', 58' Maksuti · 45+2' Gjini | Armavir Stadium, Armawir Widzów: 280 Sędzia: Angelika Söder |
|                             |         |                |                                                     |                                                             |

| 12 kwietnia 2022 19:00 CEST | Norwegia · Grzywińska 8' (sam.) · Graham Hansen 16' | 2:1(2:0)Raport | Polska · 58' Karczewska | Ullevaal Stadion, Oslo Widzów: 4 003 Sędzia: Ivana Projkovska |
|                             |                                                     |                |                         |                                                               |

| 12 kwietnia 2022 20:00 CEST | Kosowo · Memeti 68' | 1:6(2:0)Raport | Belgia · 22' De Caigny · 41', 44', 54', 64' (k) Wullaert · 77' Minnaert | Stadion im. Fadila Vokrriego, Prisztina Widzów: 300 Sędzia: Eleni Antoniou |
|                             |                     |                |                                                                         |                                                                            |

| 1 września 2022 18:00 CEST | Albania · Krasniqi 11' | 1:2(1:2)Raport | Polska · 24', 30' (k) Pajor | Stadiumi Ruzhdi Bizhuta, Elbasan Widzów: 200 Sędzia: Lorraine Watson |
|                            |                        |                |                             |                                                                      |

| 1 września 2022 19:00 CEST | Kosowo · Metaj 78' · Halilaj 87' | 2:1(0:0)Raport | Armenia · 77' Smaili | Stadion im. Fadila Vokrriego, Prisztina Widzów: 500 Sędzia: Jeļena Jermolajeva |
|                            |                                  |                |                      |                                                                                |

| 2 września 2022 20:30 CEST | Belgia | 0:1(0:0)Raport | Norwegia · 60' Hansen | Stadion Den Dreef, Heverlee Widzów: 7 636 Sędzia: Esther Staubli |
|                            |        |                |                       |                                                                  |

| 6 września 2022 18:30 CEST | Polska · Dudek 3' · Lefeld 12' · Pajor 13', 37', 53' (k) · Mesjasz 35' · Kozak 72' | 7:0(5:0)Raport | Kosowo | Arena Lublin, Lublin Widzów: 2 149 Sędzia: Triinu Vaher |
|                            |                                                                                    |                |        |                                                         |

| 6 września 2022 18:30 CEST | Armenia | 0:7(0:4)Raport | Belgia · 10' Eurlings · 24', 51', 55' Van Kerkhoven · 31' Vanhaevermaet · 41' Wullaert · 80' Kees | AFF Technical Center Academy, Erywań Widzów: 250 Sędzia: Tanja Subotič |
|                            |         |                |                                                                                                   |                                                                        |

| 6 września 2022 18:30 CEST | Norwegia · Haug 12', 15', 66' · Mjelde 23' · Hørte 70' | 5:0(3:0)Raport | Albania | Ullevaal Stadion, Oslo Widzów: 4 107 Sędzia: Rasa Grigonė |
|                            |                                                        |                |         |                                                           |

## Strzelczynie

### 16 goli
- Tessa Wullaert

### 9 goli
- Tine De Caigny

### 7 goli
- Nikola Karczewska

### 6 goli
- Lisa-Marie Karlseng Utland
- Ewa Pajor

### 5 goli
- Megi Doçi
- Janice Cayman
- Caroline Graham Hansen
- Elisabeth Terland

### 4 gole
- Jassina Blom
- Justine Vanhaevermaet
- Frida Maanum

### 3 gole
- Kristina Maksuti
- Hannah Eurlings
- Amber Tysiak
- Ella Van Kerkhoven
- Guro Bergsvand
- Sophie Haug
- Ada Hegerberg
- Weronika Zawistowska

### 2 gole
- Mimoza Hamidi
- Qëndresa Krasniqi
- Jarne Teulings
- Erëleta Memeti
- Liridona Syla
- Julie Blakstad
- Celin Bizet Ildhusøy
- Guro Reiten
- Karina Sævik
- Ingrid Syrstad Engen
- Paulina Dudek

### 1 gol
- Luçije Gjini
- Esi Lufo
- Blerta Smaili
- Sari Kees
- Marie Minnaert
- Sarah Wijnants
- Kaltrina Biqkaj
- Donjeta Halilaj
- Valentina Limani
- Valentina Metaj
- Tuva Hansen
- Vilde Hasund
- Sara Hørte
- Maren Mjelde
- Anja Sønstevold
- Maria Thorisdóttir
- Adriana Achcińska
- Zofia Buszewska
- Karolina Gec
- Dominika Grabowska
- Kinga Kozak
- Klaudia Lefeld
- Małgorzata Mesjasz
- Martyna Wiankowska
- Anna Zapała

### Gole samobójcze
- Gabriela Grzywińska (dla Norwegii)
- Małgorzata Mesjasz (dla Belgii)